# Meta-Tiramin
meta-Tiramin (m-tiramin, 3-tiramin, 3-hidroksifeniletilamin) je endogeno monoaminsko jedinjenje i trag amin iz klase fenetilamina. On je pozicioni izomer para-tiramina, i slično njemu utiče na adrenergički i dopaminergiči sistem.